# Phragmanthera exellii
Phragmanthera exellii är en tvåhjärtbladig växtart som beskrevs av Simone Balle och R.M. Polhill & D. Wiens. Phragmanthera exellii ingår i släktet Phragmanthera och familjen Loranthaceae. Inga underarter finns listade i Catalogue of Life.